# Psychotria maturacensis
Psychotria maturacensis är en måreväxtart som beskrevs av Julian Alfred Steyermark. Psychotria maturacensis ingår i släktet Psychotria och familjen måreväxter. Inga underarter finns listade i Catalogue of Life.